# Liste der Naturschutzgebiete im Landkreis Ostprignitz-Ruppin
Im Brandenburger Landkreis Ostprignitz-Ruppin gibt es 18 Naturschutzgebiete (Stand Februar 2017).
| Name des Gebietes                    | Bild           | Kennung                | WDPA      | Landkreis / Stadt                                 | Beschreibung / Bemerkungen | Standort | Fläche in Hektar | Datum der Verordnung |
| ------------------------------------ | -------------- | ---------------------- | --------- | ------------------------------------------------- | -------------------------- | -------- | ---------------- | -------------------- |
| Bärenbusch                           |                | 1395                   | 318163    | Landkreis Ostprignitz-Ruppin                      |                            | Position | 375,01           | 30.10.2001           |
| Buchheide (1)                        | weitere Bilder | 1035                   | 162617    | Landkreis Ostprignitz-Ruppin                      |                            | Position | 37,58            | 01.05.1961           |
| Bückwitzer See und Rohrlacker Graben |                | 1396                   | 318262    | Landkreis Ostprignitz-Ruppin                      |                            | Position | 157,27           | 30.10.2001           |
| Feuchtgebiet Schönberg-Blankenberg   |                | 1394                   | 318392    | Landkreis Ostprignitz-Ruppin                      |                            | Position | 215,77           | 30.10.2001           |
| Friesacker Zootzen                   |                | 1085                   | 163154    | Landkreis Havelland, Landkreis Ostprignitz-Ruppin |                            | Position | 29,25            | 01.05.1961           |
| Himmelreich-See                      |                | 1036                   | 163680    | Landkreis Ostprignitz-Ruppin                      |                            | Position | 7,14             | 19.10.1967           |
| Königsfließ                          |                | 1473                   | 329493    | Landkreis Ostprignitz-Ruppin, Landkreis Prignitz  |                            | Position | 260,32           | 24.02.2004           |
| Kunsterspring                        |                | 1062                   | 14393     | Landkreis Ostprignitz-Ruppin                      |                            | Position | 100,64           | 19.10.1967           |
| Mühlenteich                          |                | 1403                   | 318820    | Landkreis Ostprignitz-Ruppin                      |                            | Position | 71,06            | 13.09.2002           |
| Oberes Rhinluch                      | weitere Bilder | 1622                   | 555560665 | Landkreis Oberhavel, Landkreis Ostprignitz-Ruppin |                            | Position | 2764,92          | 26.03.2013           |
| Oberheide                            |                | 1018                   | 318897    | Landkreis Ostprignitz-Ruppin                      |                            | Position | 145,14           | 18.09.2002           |
| Wumm-See und Twern-See               | weitere Bilder | 1029                   | 166368    | Landkreis Ostprignitz-Ruppin                      |                            | Position | 381,33           | 19.10.1967           |
| Königsberger See, Kattenstiegsee     |                | bravors.brandenburg.de |           | Landkreis Ostprignitz-Ruppin                      |                            |          | 225              | 17.11.2016           |
| Postluch Ganz                        |                | 1402                   | 165024    | Landkreis Ostprignitz-Ruppin                      |                            | Position | 36,67            | 21.06.1997           |
| Prämer Berge                         |                | 1090                   | 165033    | Landkreis Ostprignitz-Ruppin                      |                            | Position | 18,78            | 19.10.1967           |
| Rheinsberger Rhind und Hellberge     |                | 1617                   | 389968    | Landkreis Ostprignitz-Ruppin                      |                            | Position | 978,23           | 12.03.2009           |
| Ruppiner Schweiz                     | weitere Bilder | 1061                   | 165259    | Landkreis Ostprignitz-Ruppin                      |                            | Position | 93,56            | 01.05.1961           |
| Stechlin                             | weitere Bilder | 1030                   | 319138    | Landkreis Oberhavel, Landkreis Ostprignitz-Ruppin |                            | Position | 8658,18          | 06.12.2002           |